# Ferrocarril Minero de Cornualles
El Ferrocarril Minero de Cornualles (nombre original en inglés: Cornwall Minerals Railway; abreviado como CMR), poseía y operaba una red de líneas ferroviarias de ancho estándar (con una longitud de 45 millas (72,4 km)), localizada en el centro de Cornualles, Inglaterra, Reino Unido. Comenzó por hacerse cargo de un tranvía obsoleto operado por caballos en 1862, y lo mejoró y amplió, conectando el puerto de Newquay (en la costa oeste de Gran Bretaña), con los puertos de Par y Fowey (ambos en la costa sur). Habiendo invertido un capital considerable, la compañía se vio afectada por el colapso de la extracción de minerales debido a una caída en los precios. A pesar de su nombre, también operaba un servicio de pasajeros entre Newquay y Fowey.
Después de un período en quiebra, logró recuperar el equilibrio financiero, y adquirió la Línea de Lostwithiel y Fowey, envuelta en graves problemas económicos.
En 1896 vendió su línea al Great Western Railway. Su principal trayecto de pasajeros entre Par y Newquay ha seguido en uso como parte de la Línea de la Costa Atlántica, y también transporta algo de tráfico de minerales, aunque el tramo de la línea desde Par hasta Fowey se ha convertido en una carretera privada que permite la explotación de una cantera de caolín.

## Antes del CMR

### Joseph Treffry

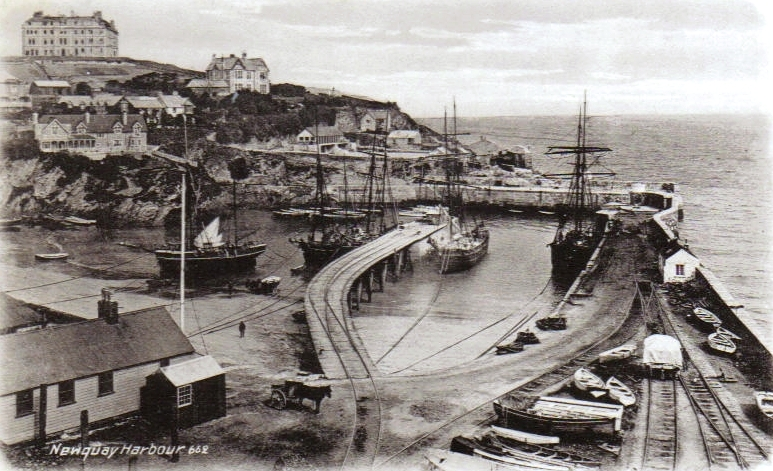
El puerto de Newquay en 1904

Joseph Austen (1782-1850) de Fowey heredó una serie de tierras en el centro de Cornualles que disponían de recursos minerales considerables. En 1838 cambió su nombre a Joseph Treffry, y es más conocido por este nombre. El coste del traslado de los minerales al mercado era elevado, y Treffry se dedicó a mejorar los medios de transporte. Construyó los muelles de Par y el canal de Par para conectarlos con el embarcadero de Pontsmill, junto con tranvías sobre planos inclinados que permitían enlazar con el puerto las importantes minas de cobre de Fowey Consols y de Par Consols. En zona también se encontraban ricos yacimientos de caolín (material generalmente conocido en el Reino Unido como "arcilla china"), que se extraía en el área de Hensbarrow, al noroeste de Luxulyan. Este mineral también se transportaba a Pontsmill.
Treffry deseaba desarrollar el puerto de Newquay, y pronto amplió sus intereses al construir un tranvía operado por caballos por el valle de Luxulyan hasta Molinnis, cerca de la localidad actual de Bugle. Esta línea se inauguró en 1844. Más adelante construyó otro tranvía de Newquay a Hendra, y un segundo tendido de Newquay a la mina East Wheal Rose, que se abrieron en 1849. En conjunto, se conocen convencionalmente como los Tranvías de Treffry. Todas las líneas se construyeron con ancho estándar. Treffry había dejado claro que deseaba conectarlas entre sí, formando una ruta directa entre Par y Newquay, lo que habría permitido exportar minerales de cobre y estaño desde la costa norte de Cornualles al sur de Gales, e importar carbón de esa manera, evitando la difícil ruta de navegación alrededor del Land's End.
Sin embargo, Treffry sufrió problemas de salud a fines de la década de 1840 y nunca vio su sueño hecho realidad: murió en 1850. No obstante, su iniciativa mejoró enormemente el transporte y redujo los costos, pero la elección de emplear animales de tiro por sus menores costos de operación, llevó a que sus tranvías quedasen rápidamente obsoletos.

### Ferrocarril de Cornualles
Durante mucho tiempo se había deseado disponer de un ferrocarril que conectara Cornualles con Londres y las Midlands industriales y el norte de Inglaterra, pero la difícil topografía de la zona dificultó la obtención de la financiación necesaria. Después de una larga lucha, el Ferrocarril de Cornualles se abrió en 1859, conectando Truro y Plymouth, y en asociación con el Great Western Railway (GWR) y sus aliados, formó una ruta con vías de gran ancho desde Truro a Londres y Gloucester. Se habilitó una línea de conexión desde Penzance, y el Ferrocarril de Cornualles se extendió más tarde hasta Falmouth.

### Ferrocarril de Conexión de Newquay y Cornualles
En 1864 se promovió otra línea, para unir la terminal de St. Dennis de las líneas de Treffry a Burngullow en el recién inaugurado Ferrocarril de Cornualles. La nueva empresa era el Ferrocarril de Conexión de Newquay y Cornualles (N&CJR), que construyó su línea empleando las vías de gran ancho ideadas por Brunel, mientras que las líneas de Treffry eran de ancho estándar. El N&CJR tenía planes ambiciosos para extenderse, y posiblemente hacerse cargo y adaptar las líneas de Treffry, pero de hecho se quedó sin dinero antes de completar su propia línea, que se construyó tan solo desde Burngullow hasta Nanpean y se inauguró en 1869.

### Ferrocarril de Lostwithiel y Fowey
Otra línea corta se abrió en 1869, el Ferrocarril de Lostwithiel y Fowey, que enlazaba el Ferrocarril de Cornualles en Lostwithiel con los embarcaderos situados a cierta distancia al norte de Fowey, que por entonces era un puerto importante. El propósito de este ferrocarril era simplemente habilitar una conexión con el sistema ferroviario de Cornualles para facilitar el transporte de minerales y mercancías.

## Nuevo propietario

### W.R. Roebuck

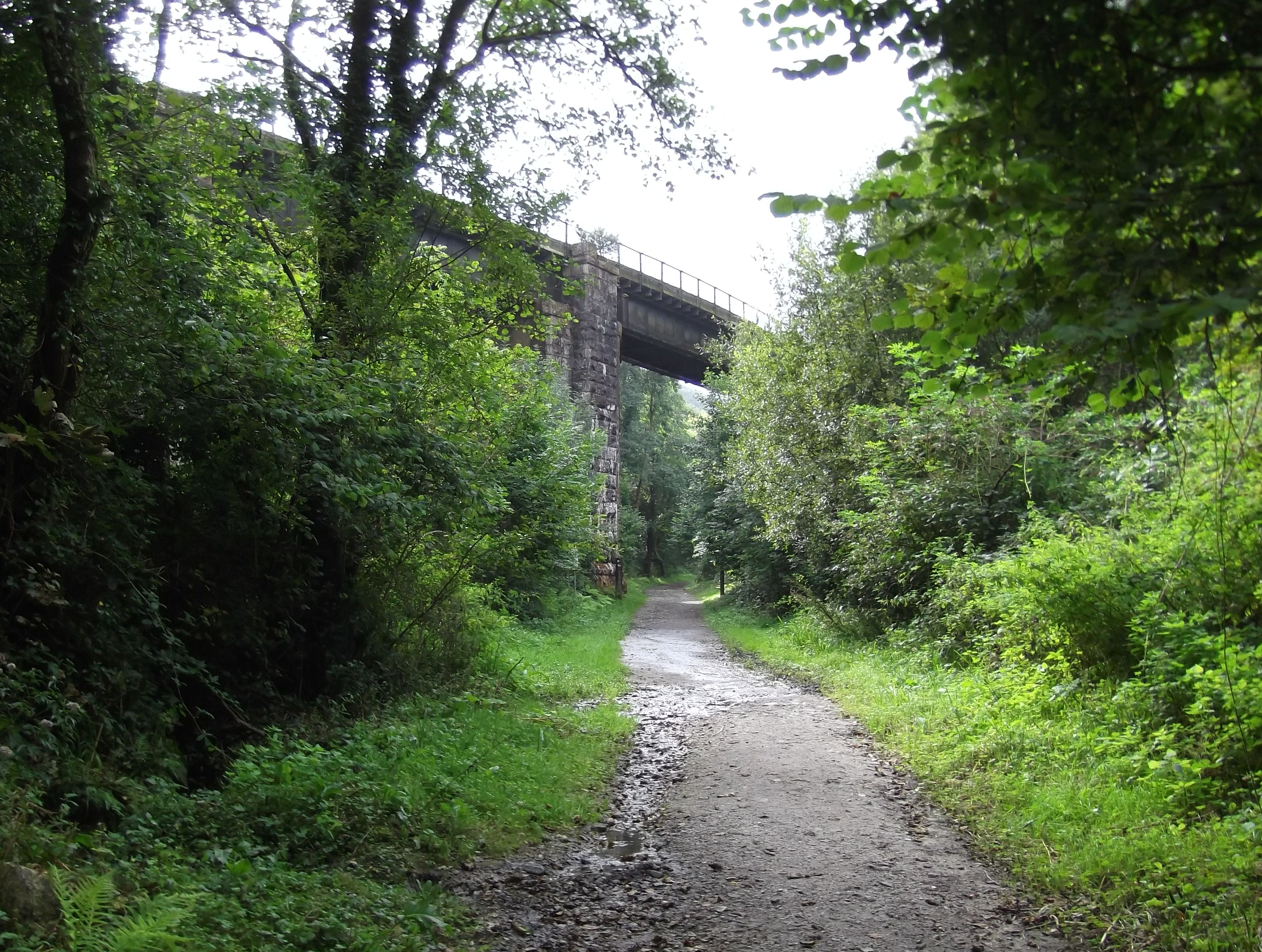
Cruce en Pontsmill de la línea del CMR (de 1874) con la línea de la Cantera de Rock Mill (de 1867)

William Richardson Roebuck se interesó en el desarrollo de la extracción de minerales y el transporte ferroviario en el centro de Cornualles y, además de adquirir una participación en las minas de hierro, negoció con los fideicomisarios de Treffry el arrendamiento de los tranvías. El 21 de febrero de 1872 se firmó un contrato de arrendamiento por 60 años. Como parte del acuerdo, Roebuck se comprometió a que, si tenía éxito en la adquisición de la línea el N&CJR, colocaría rieles de vía ancha en la antigua línea de Treffry desde el punto donde las dos líneas se unían hasta Newquay, y mejorar la ruta de los trenes de pasajeros operados por locomotoras de Burngullow a Newquay. De manera similar, si adquiriera el Ferrocarril de Lostwithiel y Fowey, lo extendería hasta el puerto de Fowey, ya que su extremo sur estaba en los embarcaderos de aguas profundas de Carne Point, a cierta distancia al norte del mismo Fowey.
El arrendamiento de los tranvías fue solo un primer paso, y las mejoras propuestas por Roebuck eran ambiciosas, involucrando nuevas líneas, y el empleo de locomotoras de vapor. El N&CJR, a pesar de sus problemas económicos, se sumó a sus planes, formándose una sociedad mercantil denominada Cornwall Minerals Railway and Harbour Company Limited, con el fin de planificar todas las obras propuestas y obtener la autorización de la Junta de Comercio en virtud de la Ley de Instalaciones de Construcción de Ferrocarriles de 1864. Sin embargo, esta gestión no tuvo éxito, y Roebuck y su compañía se vieron obligados a obtener la autorización parlamentaria de la manera ordinaria.

### Autorización

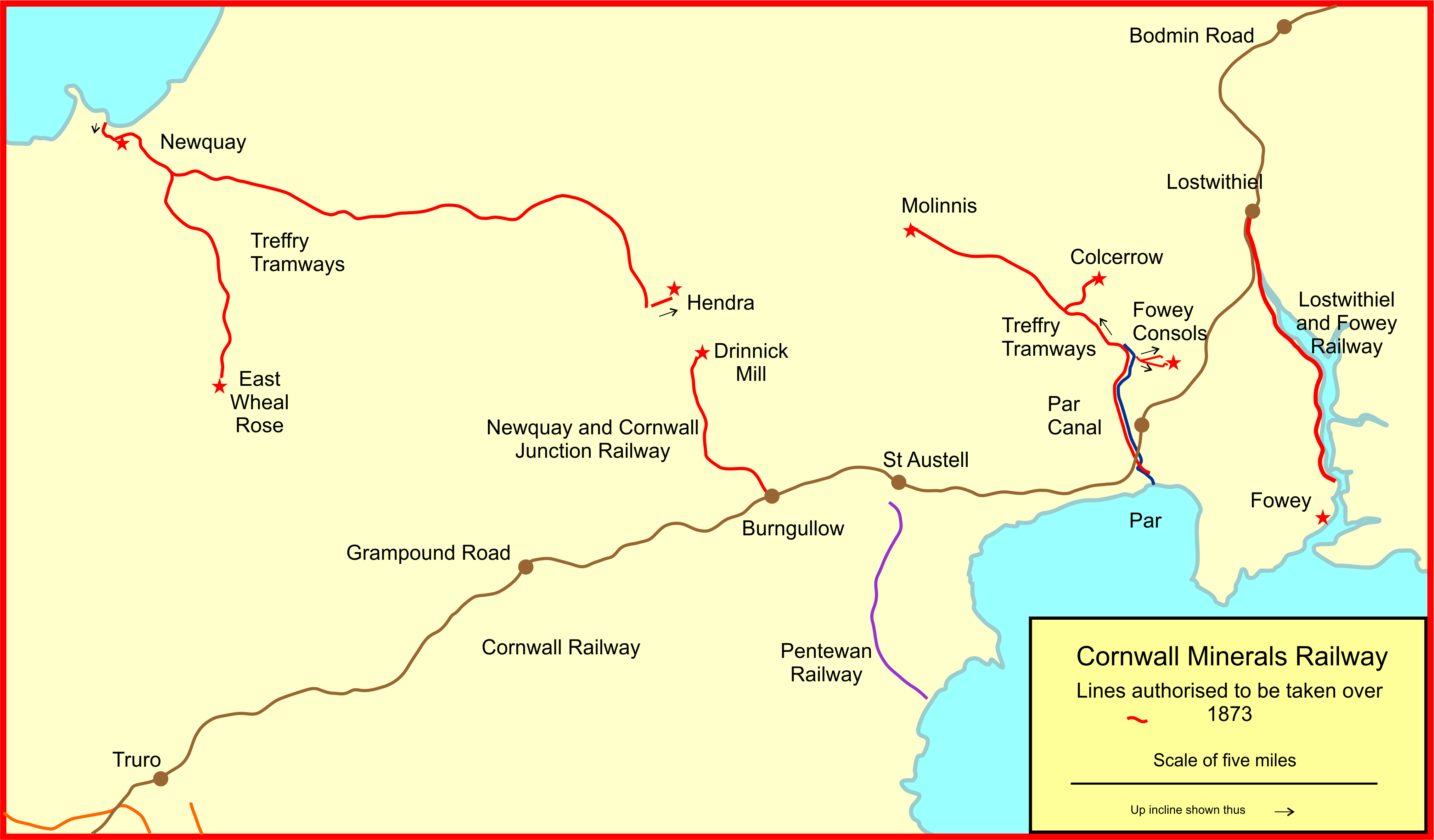
Mapa del Ferrocarril Minero de Cornualles en 1873

El Ferrocarril Minero de Cornualles (con el nombre omitiendo la referencia a puerto alguno) obtuvo la autorización mediante una Ley del Parlamento el 21 de julio de 1873, que le permitía adquirir y mejorar los Tranvías Treffry, y la construcción de nuevos ferrocarriles para conectar St. Dennis (entonces llamado Bodmin Road Junction) y Molinnis. También estaba prevista la adquisición del Ferrocarril de Conexión de Newquay y Cornualles, y el tendido de una línea entre su extremo norte en Nanpean (Drinnick Mill) y Hendra. Además, se construiría una nueva línea que conectaría St Blazey (cerca de Par) y Fowey Harbour, los muelles de este puerto, y mejoras en los muelles de Newquay. Así mismo, se realizarían tres extensiones cortas a otros lugares, como Carbis, Melangoose Mill y Treamble.
El proyecto, dada la difícil topografía de la zona, requerían grandes movimientos de tierras. Las mejoras a introducir en la línea de Treffry, como la supresión de la rampa de Carmears, implicaron una nueva alineación de 2,6 millas (4 km) de largo en el valle de Luxulyan, que era un terreno difícil para los ferrocarriles. El túnel de Toldish y los viaductos de Treffry y Trenance no eran adecuados para las locomotoras de vapor, y también era necesario evitarlos; y numerosos pasos a nivel de carreteras tuvieron que ser reemplazados por puentes. La línea a Fowey involucró un nuevo túnel en Pinnock, de 1173 yardas (1072,6 m) de longitud, con mucho, el túnel más largo de Cornualles.
La adaptación de la antigua vía requirió la adquisición no solo de las locomotoras, sino también de nuevo material rodante, y la provisión de instalaciones de mantenimiento y alojamiento en la estación de mercancías, y de un sistema de señalización adecuado. El CMR construyó una media rotonda en St Blazey (entonces llamado Par) para albergar la gran flota de 18 locomotoras, que estaban destinadas a usarse en parejas, de forma que el edificio se diseñó para acomodarlas de esta manera.
El Ferrocarril de Conexión de Newquay y Cornualles fue autorizado para ser transferido al CMR por la Ley, y de forma que el CMR pudo utilizar la línea desde junio de 1874, aunque la transferencia formal real no tuvo lugar hasta 1884.

### Construcción

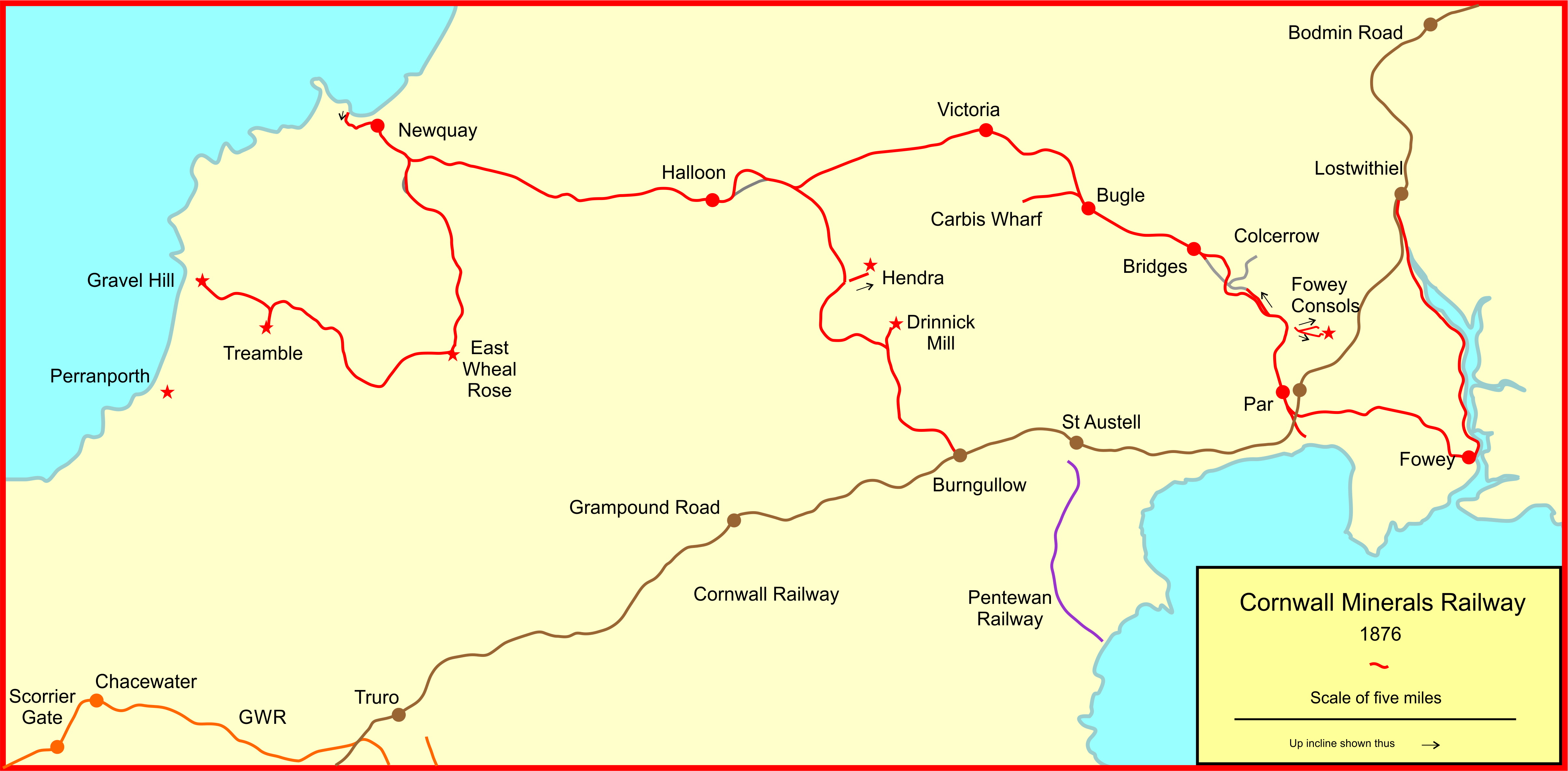
Mapa del Ferrocarril Minero de Cornualles en 1876

El CMR avanzó rápidamente con los trabajos de construcción y reconversión, aplicando considerables recursos sobre el terreno. Un inspector de la Junta de Comercio examinó la línea el 15 de mayo de 1874, pero no otorgó el permiso necesario debido a una serie de deficiencias en los detalles. Sin embargo, la apertura total tuvo lugar el 1 de junio de 1874, solo 11 meses después de la autorización.

### Ramales
Aunque el viaducto de Treffry había quedado fuera de la línea principal, todavía se usaba para acceder a las canteras de Colcerrow, permitiendo a las locomotoras invertir la marcha de los trenes valiéndose de su extremo sur. La rampa de Carmears quedó sin uso, aunque en 1874 T. Medland Stocker, de la Compañía del Oeste de Inglaterra de Arcilla China y Piedra, advirtió que el agua que afluía al molino hidráulico de Carmears, entonces en desuso, era una fuente de energía que podía utilizarse. Así, en 1875 se puso en funcionamiento una planta de áridos de machaqueo en Pontsmill, utilizando la energía generada por turbinas de agua. La piedra se llevaba hasta allí a través de Nanpean y St Dennis Junction, y la fábrica se amplió gradualmente, convirtiéndose en el complejo de machaqueo de piedra más grande de Gran Bretaña en el siglo XX. El ramal a las canteras de Cairns, que se desvía del ramal de Colcerrow, dejó de funcionar alrededor de 1880.
El ramal de Treamble se extendió hasta Gravel Hill, donde había depósitos de mineral de hierro, una adición a la red autorizada originalmente y que se hizo por acuerdo con el propietario, sin necesidad de autorización parlamentaria.
La Ley de autorización había requerido que el CMR colocara la sección de Drinnick Mill a St Dennis con vía mixta, dando acceso en vía de gran ancho al Ferrocarril de Cornwall Railway hasta St Dennis. Esta obligación se había incorporado a la Ley de Ferrocarriles de la Conexión de Newquay y Cornualles. El CMR solo colocó rieles para la vía de ancho estándar al principio, sin ver ninguna ventaja en agregar los rieles de vía ancha. De hecho, el Ferrocarril de Cornualles solicitó en el Tribunal de la Cancillería que se agregaran los rieles de vía ancha, y esto se hizo al año siguiente (junio de 1875), aunque estaban dispuestos de manera que no se pudieran utilizar.

### Colapso del comercio de minerales
La extracción de minerales en Cornualles siempre fue susceptible a las fluctuaciones de los precios mundiales, y en el momento de la apertura de las vías del CMR, se estaba desarrollando la producción de mineral de hierro barato procedente de España y de otros lugares, lo que hizo que los yacimientos de Cornualles no fueran rentables y debieran cerrarse numerosas explotaciones de mineral de hierro repentinamente. Se habían concertado contratos con ciertas minas que garantizaban volúmenes de transporte que ya no podían satisfacer. El CMR demandó a la Cornish Consolidated Mines Corporation, pero con esto únicamente se consiguió que se liquidase la compañía minera.
Además, la producción de caolín se redujo significativamente por acuerdo entre los propietarios de las canteras tras la caída de los precios debido a la sobreproducción. Estos factores llevaron a una situación desesperada para el CMR, que había realizado considerables desembolsos financieros y ahora no podía obtener ingresos, y algunos de los principales accionistas se vieron gravemente afectados.

### Tráfico de pasajeros
Al quedar tan menguados los ingresos previstos por el tráfico de minerales, la Compañía inició un servicio de pasajeros entre Fowey y Newquay, utilizando seis coches de viajeros de segunda mano probablemente obtenidos del Ferrocarril de Midland. El servicio comenzó el 20 de julio de 1876 con dos trenes en cada sentido, que invertían 95 minutos para realizar el viaje de 26 millas (41,8 km).

## Arrendamiento al Great Western Railway
La situación financiera del CMR se volvió cada vez más difícil, y la única salida parecía ser un arrendamiento al Great Western Railway (GWR). En aquel momento, el GWR original formaba parte de las Compañías Asociadas con el Ferrocarril de Brístol y Exeter y el Ferrocarril del Sur de Devon, que se habían fusionado en febrero de 1876 para formar una compañía ferroviaria grande y poderosa, que también usaba el nombre de Great Western Railway. El GWR también era arrendatario del Ferrocarril de Cornualles.
El arrendamiento del CMR al GWR se acordó el 30 de abril de 1877, y fue autorizado por ley del Parlamento el 10 de agosto de 1877. Entró en vigor formalmente el 1 de octubre de 1877 y tuvo una duración estipulada de 999 años. El GWR recibiría el 53,11% de los ingresos brutos.
En ese momento no había conexión entre la línea del GWR (antiguo Ferrocarril de Cornualles) y el CMR en Par, pero el contrato de arrendamiento animaba al GWR a realizar una conexión. Se construyó una línea de doble vía de ancho estándar desde Par (la estación del CMR) hasta la estación del GWR, que se abrió el 1 de enero de 1879. La estación del CMR en Par pasó a llamarse St Blazey, produciéndose una discontinuidad del ancho de vía en la estación en Par del GWR, donde viajeros y mercancías debían transbordar para pasar de una línea a otra.

## Cese de la administración
A partir de 1877, el CMR fue solo un vehículo financiero, y toda la operación diaria del ferrocarril pasó a estar en manos del GWR. Evidentemente, la Compañía se había declarado formalmente insolvente, y esto debió implicar el nombramiento de un administrador. En los años siguientes, el estado muy deprimido del comercio de minerales en Cornwall revivió algo, y con él el tráfico en la red del CMR y el importe por el arrendamiento recibido del GWR. En marzo de 1885 el CMR realizó un concurso de acreedores, liberándose de la intervención de su administración mediante una reestructuración financiera.

## Extensiones; y un cierre
Al haberse liberado de la administración judicial, con ingresos en constante aumento a medida que revivió el tráfico de minerales, y con la red original operada por el GWR, el CMR consideró mejorar su red para atender mejor al tráfico de minerales. Se abrió un ramal corto a Wheal Virgin, probablemente en 1893, conocido como el Ramal de Wheal Rose (que no debe confundirse con East Wheal Rose, al sur de Newquay). El 2 de octubre de 1893, se puso en servicio una nueva vía más ambiciosa desde Goonbarrow Junction (entonces conocida como Roskear Sidings) hasta Carbean, con una longitud de 3+1/2 de milla (5,6 km). El mismo día se abrió un ramal más corto, de media milla (alrededor de 1 kilómetro) de longitud desde Bugle hasta Martins Goonbarrow y Great Beam. El CMR hizo funcionar el propio ramal más largo de Carbean con una locomotora especialmente adquirida para tal fin.
El Ferrocarril de Lostwithiel y Fowey (L&FR) se había abierto como una línea de vía de gran ancho que conectaba los embarcaderos en Carne Point, a poca distancia al norte de Fowey, en 1869. Diseñado para el tráfico de minerales hacia el puerto, nunca tuvo éxito en atraer el tráfico de otras rutas, y sufrió comercialmente cuando se abrió la línea del CMR a Fowey en 1874. El tráfico se suspendió a principios de 1880. El CMR se interesó en él porque sus muelles estaban utilizables y compró la línea a los propietarios insolventes. La transferencia fue autorizada por Ley del Parlamento el 27 de junio de 1892. El CMR reconstruyó la línea, rehabilitando varios puentes y modificando el ancho de vía al ancho estándar (la línea principal en Lostwithiel había sido reconvertida por el GWR en mayo de 1892). En los embarcaderos de Carne se mejoraron los desvíos y se tendió una vía de conexión entre la estación y el haz de vías del CMR en Fowey y la antigua terminal del L&FR en Carne Point. La línea reabrió el 16 de septiembre de 1895, y transportaba tanto tráfico de mercancías como de pasajeros.
La extensión corta de Gravel Hill desde Treamble se había construido únicamente para dar servicio a una mina de hierro, y casi tan pronto como se abrió, el colapso de los precios del mineral provocó el cierre de la mina. Sin tráfico, la línea se levantó en 1888.
El molino hidráulico de Treffry en Carmears se volvió a utilizar en la década de 1890 para pulverizar caolín. Conocido como Wheelpit Mill, el material resultante se transportaba hasta Pontsmill en forma de lodo mediante una tubería colocada en el curso de la antigua pendiente del tranvía. La materia prima sin tratar se llevaba hasta allí en la línea de Treffry original sobre el viaducto. Esta operación tirada por caballos continuó hasta aproximadamente 1918, habiendo sido el método operativo primitivo una desventaja significativa. La cantera de Colcerrow, también utilizando el viaducto, continuó en activo hasta alrededor de 1930.

## Absorbido por el Great Western Railway

### Negociaciones
La red del Ferrocarril Minero de Cornualles se arrendó al GWR, período en el que comenzaron las negociaciones sobre una transferencia de propiedad, lo que se tradujo en una compra por parte de GWR materializada a partir del 1 de julio de 1896. Toda la red pasó a formar parte de la compañía más grande, y la empresa del CMR se disolvió.

### Línea de Truro y Newquay
El CMR se había hecho cargo de la línea de Treffry desde Newquay hasta East Wheal Rose, y la había extendido hasta Treamble. En los últimos años del siglo XIX, el GWR deseaba construir una línea que uniera Truro y Newquay, y obtuvo la autorización parlamentaria para hacerlo el 3 de junio de 1897. La línea recibió el nombre de Ferrocarril de Truro y Newquay. Dejando la línea de Truro a Penzance en Chacewater, se conectó a la línea de Treamble en Shepherds, y gran parte de la antigua ruta de Treffry se utilizó para la nueva línea. Una curva pronunciada cerca de Trevemper fue eliminada mediante una nueva alineación a escasa distancia, la "variante de Trevemper". La nueva línea se abrió en dos etapas, con la sección norte completando la ruta directa, y se inauguró el 2 de enero de 1905.

### Secaderos de arcilla

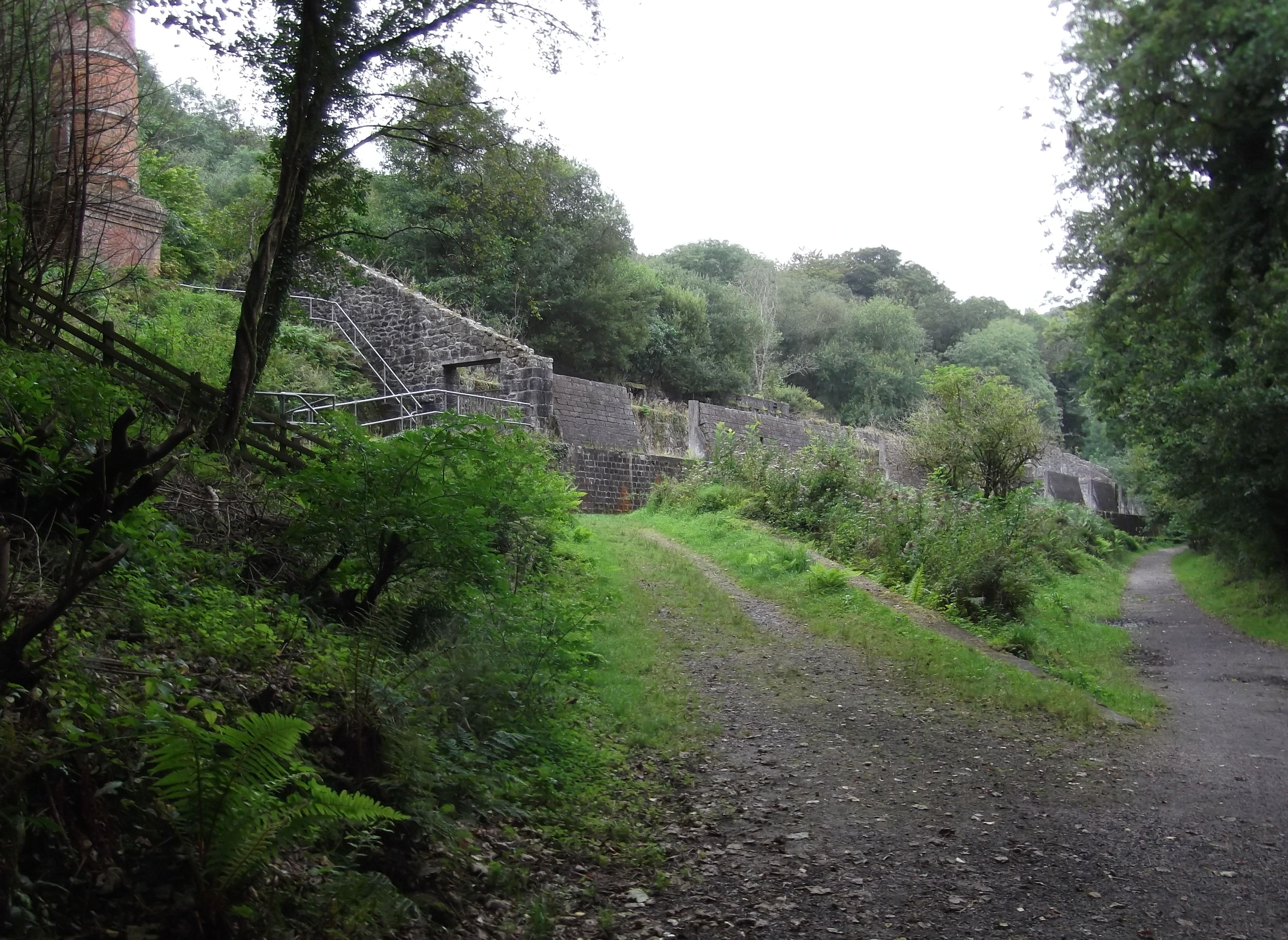
Restos del Central Cornwall Kiln

Mientras que en el siglo XIX se habían construido numerosos ramales y apartaderos en el centro de Cornualles para llegar a los depósitos de caolín, en el siglo XX se había convertido en una práctica normal llevar el caolín al ferrocarril en forma de lodo mediante tuberías, utilizándose numerosos secaderos construidos junto a las líneas existentes para eliminar el agua sobrante de la arcilla. Un secadero de caolín conocido como Central Cornwall Dry se construyó en 1920 al noroeste de Pontsmill, en el valle de Luxulyan. Estaba ubicado en la orilla oeste del río, en un punto donde la línea de Treffry original había estado en el lado este. Se construyó una extensión de ramal de pequeña longitud y se renovó el tramo de la antigua línea para dar servicio a la instalación, empleándose una locomotora con motor de gasolina para viajar desde el propio Pontsmill. Posteriormente, el secadero pasó a manos de la compañía English Clay Lovering Pochin, pero se cerró en 1960.

### Cambios en el ramal hasta 1930

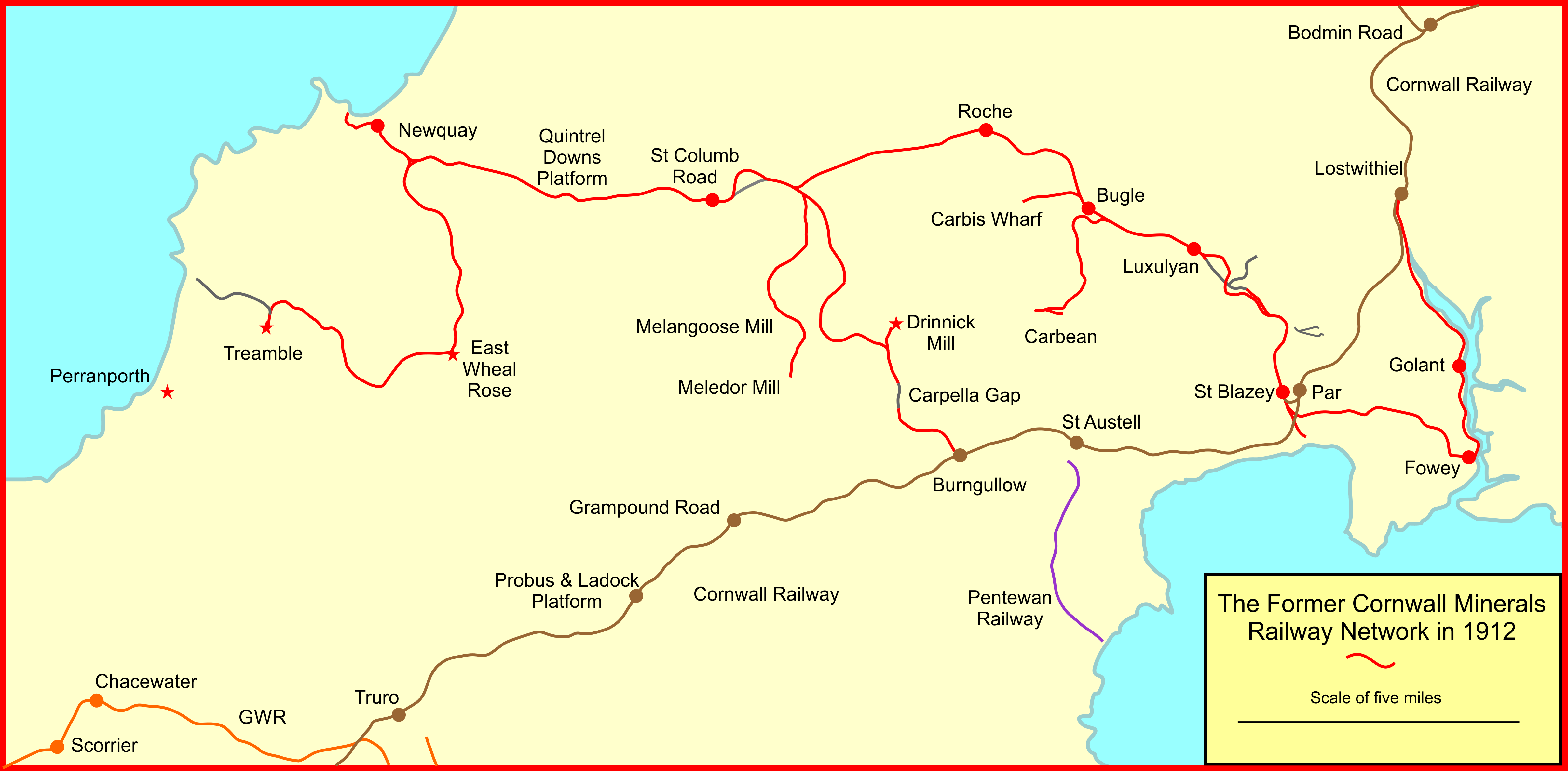
Mapa del Ferrocarril Minero de Cornualles en 1912

Cuando se autorizó el Ferrocarril de Conexión de Newquay y Cornualles, la Carpella Mining Company retuvo los derechos para poder extraer minerales, en este caso caolín, y en 1909 ejerció su derecho. A pesar de las objeciones del GWR, prevalecieron los derechos de la compañía minera y se cortó la línea, creando la "discontinuidad de Carpella". Por un tiempo, los apartaderos de conexión de la línea se trabajaron desde los extremos respectivos, hasta que en 1930 el GWR construyó un desvío evitando la zona de labores mineras, lo que permitió devolver la continuidad a la línea.
El ramal de Retew se amplió desde Melangoose Mill hasta Meledor Mill en 1912 para dar conexión a distintas plantas de tratamiento de caolín.
El ramal de Treamble se cerró en 1917, y posteriormente se reacondicionó y se volvió a abrir en 1926.
El tranvía de la cantera de Rock Mill había caído en desuso a principios de siglo, pero en la década de 1920 se construyó el secadero Central Cornwall Dry en el fondo del valle al oeste de Pontsmill, que podría ser alimentado desde una posible cantera situada en Starrick Moor. Se recuperó el trazado anterior del tranvía en Pontsmill, pero cruzando hacia el lado sur del río para llegar al secadero. Una vez reabierta la vía, los viajes a Pontsmill se realizaban mediante una locomotora con motor de gasolina. La actividad continuó hasta la década de 1960, pero luego se cerró.

### Mejoras en la estación y en la línea principal de Newquay

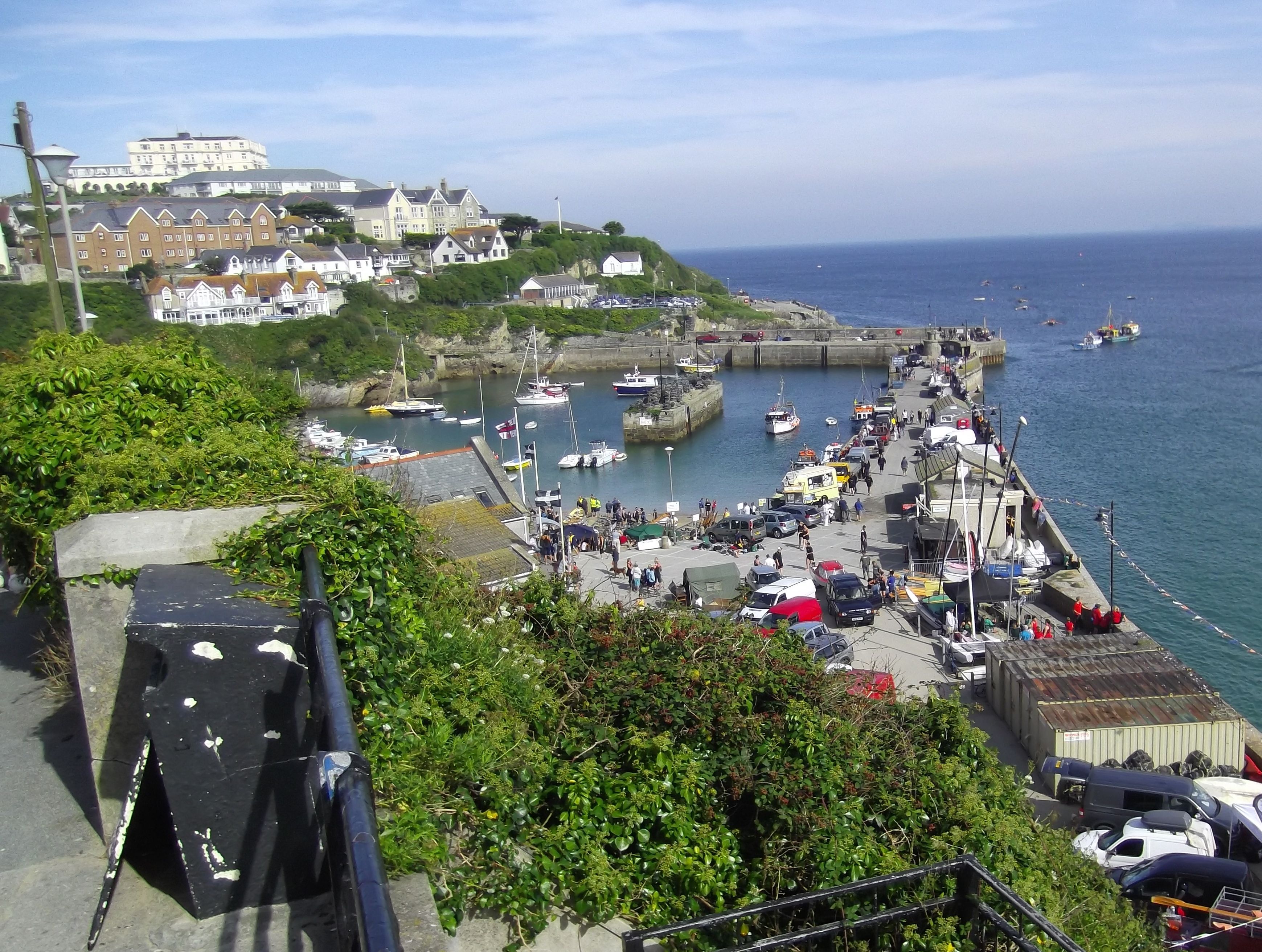
Puerto de Newquay en 2013. Los apartaderos del ferrocarril corrían sobre el embarcadero de la derecha y sobre caballetes hasta el embarcadero central aislado. El acceso al túnel (fuera de cuadro) queda a la izquierda

En relación con la construcción de la línea de Truro, se aprovechó la oportunidad para ampliar y modernizar sustancialmente la estación de Newquay, con el fin de dar cabida al tráfico adicional. Estaba preparada para la apertura de la nueva línea desde Truro, y a partir de mayo de 1906 se trasvasaron coches hasta Newquay desde Londres a través de Luxulyan, destinados a fomentar el desarrollo de las vacaciones junto al mar, actividad que aumentó considerablemente en las décadas siguientes.
A su vez, esto requirió mejoras en la línea principal desde Par: en 1921, la línea se duplicó entre St Dennis Junction y Tregoss Moor; y desde Goonbarrow a Bugle en 1930.

## Desde 1948
A principios de 1948, se nacionalizaron las principales líneas ferroviarias de Gran Bretaña, bajo la Ley de Transporte de 1947.
En los años siguientes, el uso del puerto de Fowey disminuyó poco a poco y se cerraron algunos embarcaderos. En enero de 1965 se cerró el servicio de pasajeros entre Lostwithiel y Fowey.
La ruta entre Par y Fowey se clausuró en octubre de 1968, y se convirtió de inmediato en una carretera privada utilizada por la compañía English China Clays (ECC) para transportar caolín desde los secaderos situados en Par hasta los muelles de aguas profundas en Fowey. La plataforma se amplió para disponer de una carretera de dos carriles, y ECC emprendió una importante modernización de los equipos de carga en Fowey. El trazado de la antigua ruta ferroviaria, propiedad de Imerys, se conserva casi en su totalidad como parte de la carretera, incluido el túnel de Pinnock.

## Años posteriores
La línea principal del CMR entre Par y Newquay está en funcionamiento en la actualidad. Los servicios locales de pasajeros operan bajo la marca Atlantic Coast Line y, a través de servicios desde Londres y el norte de Inglaterra, operan (2014) hacia Newquay a través de Par los sábados de verano. La carga se maneja entre St Dennis Junction y Par, y la línea de Lostwithiel a Carne Point también se usa para el tráfico de minerales.

## Servicios de pasajeros originales

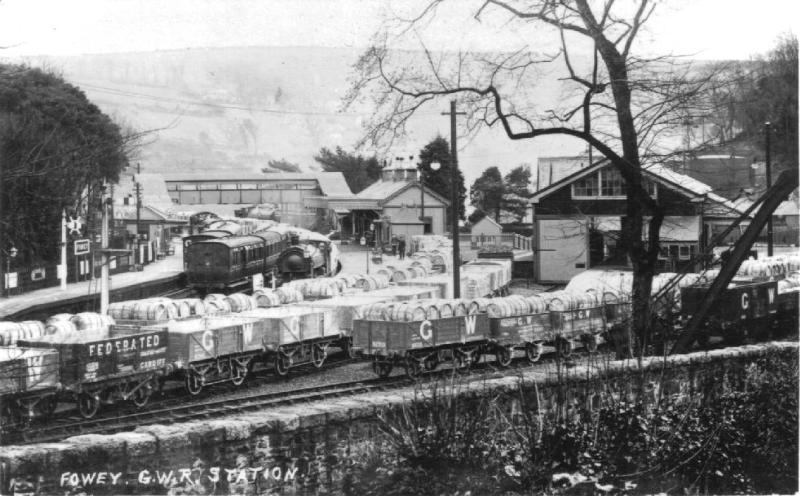
La estación de Fowey en la época del GWR

Un horario público de julio de 1878 muestra dos trenes en cada sentido entre Newquay y Fowey, haciendo escala en Halloon, Victoria, Bugle, Bridge, "Par St Blazey" y Fowey. Había dos viajes adicionales de Par St Blazey a Fowey. Par St Blazey ya era una estación única, es decir, la posterior St Blazey.
La edición de 1895 de la Guía Bradshaw muestra tres trenes de pasajeros diarios entre Lostwithiel y Fowey; ocho de St Blazey a Fowey y nueve de regreso; y cuatro hacia y desde Newquay.

## Locomotoras
El Ferrocarril Minero de Cornualles construyó las cocheras de St Blazey para albergar y mantener sus 18 locomotoras. Se dispuso una rotonda con nueve compartimentos alrededor de una mesa giratoria, cada uno de los cuales podía alojar un par de locomotoras que estaban diseñadas para funcionar como pares espalda con espalda.
Numeradas del 1 al 18, las locomotoras 0-6-0T fueron construidas por Sharp Stewart and Company. Cuatro llevaban nombres:
- 1 Treffrey
- 2 Lord Robartes
- 5 Fowey
- 6 Newquay

Se rotuló incorrectamente el nombre de la locomotora "Treffrey" que figura en su placa de identificación, ya que debería haber sido "Treffry" en honor al propietario del Ferrocarril de Newquay y del Tranvía de Par.
En 1876, las locomotoras se transfirieron al Great Western Railway, quien se hizo cargo de la operación de las líneas. Se mantuvieron nueve locomotoras, y las otras nueve restantes se vendieron como excedentes al Ferrocarril de Lynn y Fakenham (en Norfolk) y al Ferrocarril de Colne Valley y Halstead (en Essex). Las locomotoras retenidas se numeraron del 1392 al 1400 y se reconstruyeron como 0-6-0ST, recibiendo muchos accesorios estandarizados al mismo tiempo. La última se retiró en 1936, pero en 1910 se habían construido cinco locomotoras prácticamente idénticas, las del tipo GWR Clae 1361, para trabajar junto a ellas.
| CMR | Remodelada                                | Retirada |
| --- | ----------------------------------------- | -------- |
| 1   | GWR 1392                                  | 1906     |
| 2   | GWR 1393                                  | 1936     |
| 3   | GWR 1394                                  | 1933     |
| 4   | GWR 1395                                  | 1934     |
| 5   | GWR 1396                                  | 1934     |
| 6   | GWR 1397                                  | 1933     |
| 7   | GWR 1398, a Sharpness Docks 1883          | 1924     |
| 8   | GWR 1399                                  | 1934     |
| 9   | GWR 1400; GWR 1398 desde 1912             | 1936     |
| 10  | al Ferrocarril de Colne Valley y Halstead | 1948     |
| 11  | al Ferrocarril de Lynn y Fakenham         |          |
| 12  | al Ferrocarril de Lynn y Fakenham         |          |
| 13  | al Ferrocarril de Lynn y Fakenham         | 1898     |
| 14  | al Ferrocarril de Lynn y Fakenham         |          |
| 15  | al Ferrocarril de Lynn y Fakenham         |          |
| 16  | al Ferrocarril de Lynn y Fakenham         |          |
| 17  | al Ferrocarril de Lynn y Fakenham         |          |
| 18  | al Ferrocarril de Lynn y Fakenham         | 1898     |

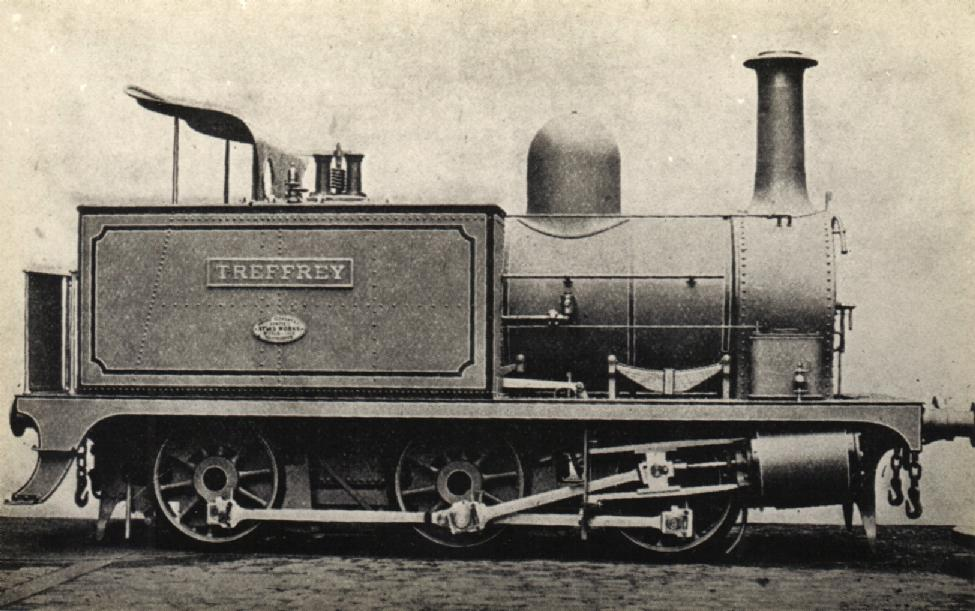
Locomotora Treffrey, con su placa de identificación escrita incorrectamente

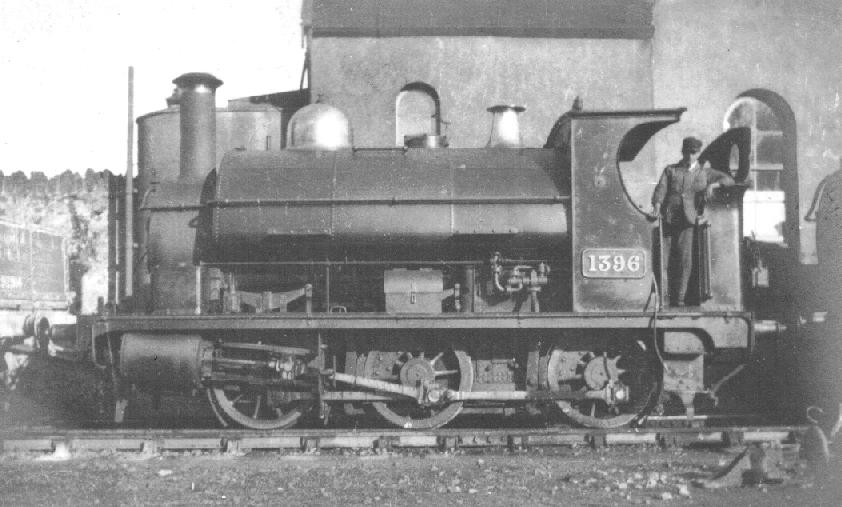
No. 5 reconstruida como Great Western Railway número 1396, en la Estación de St Blazey

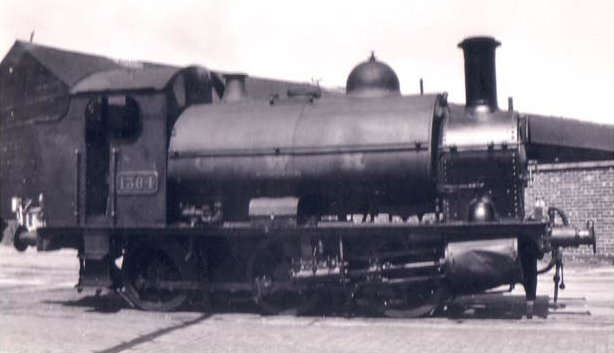
Locomotora GWR 1364

La línea de Conexión de Newquay y Cornwall se operó empleando locomotoras de vía ancha, adquiridas por el contratista de las obras de ese ferrocarril. El Great Western Railway en 1876 decidió no utilizarlas, y proporcionó locomotoras de su flota principal. Un pequeño cobertizo en Burngullow albergaba las locomotoras de vía ancha.
El Ferrocarril Minero de Cornualles obtuvo una máquina 0-6-0ST adicional llamada "Goonbarrow" para operar en su nuevo ramal en 1893. Construida por Peckett and Sons, contaba con ruedas de 3 pies 7 plg (1092 mm) de diámetro y cilindros de 14 x 20 plg (355,6 x 508 mm). Se convirtió en la GWR 1388 en 1896, y finalmente se vendió en 1911 a la mina de carbón Cwm Circ Colliery de Llanharan (Gales).

## Topografía de la línea
Cuando el CMR abrió su línea tras la mejora de las vías de Treffry, era solo para mercancías y minerales.

### Línea principal, de Fowey a Newquay
Las siguientes estaciones se utilizaron para los servicios de pasajeros:
- Fowey: cerrada el 1 de enero de 1880; reabierta el 16 de septiembre de 1895; cerrada el 1 de enero de 1940; reabierta el 9 de febrero de 1942; finalmente cerrada el 4 de enero de 1965
- Par: desde 1879, estación del Great Western Railway en la línea principal
- St Blazey: conocida como Par hasta el 31 de diciembre de 1878; cerrada el 29 de diciembre de 1934
- Bridges: rebautizada como Luxulyan el 1 de mayo de 1905
- Bugle
- Victoria: rebautizada como Roche el 1 de mayo de 1904, como depósito de mercancías se conocía como Holywell hasta 1876
- Halloon: rebautizado como St Columb Road el 1 de noviembre de 1878
- Newquay

St Dennis Junction se conoció como Bodmin Road Junction hasta 1878.
Tolcarn Junction se conocía como Treloggan Junction en el Newquay, y luego como Newquay Junction desde 1874 hasta aproximadamente 1885. La comunidad local es Tolcarne, pero el GWR y más tarde British Railways omitieron la "e" final.
La línea de Fowey ascendía una rampa 1 en 40 hacia Par, bajando después del túnel de Pinnock a aproximadamente a 1 en 50 hasta Par. Después de dos millas bastante llanas venía una larga subida por el valle de Luxulyan, parte de ella a 1 en 37, seguida de pendientes ligeramente más suaves hasta el punto más alto en Roche, para después recorrer una bajada casi continua hasta Newquay.
La línea entre Fowey y St Blazey se cerró en octubre de 1968, y la vía se adaptó para que la compañía English China Clays International la utilizara como ruta de transporte por carretera. El túnel de Pinnock se opera en un solo sentido alterno, controlado por semáforos. En 2014 todavía estaba en funcionamiento, aunque de forma reducida.
El puerto de Par tenía una amplia zona de vías de apartadero, accediéndose mediante una extensión hacia el sur de la línea del CMR desde St Blazey. También tenía una conexión directa desde la dirección de St Austell en la línea principal, originalmente dispuesta como acceso al puerto del Ferrocarril de Cornualles.
St Blazey conserva el depósito de locomotoras semicircular construido por el Ferrocarril Minero de Cornualles y algunas de las construcciones que lo rodeaban. Los edificios todavía existen (2021) y se utilizan como talleres. Son elementos catalogados de Grado II*.